# Deficiência de iodo
O iodo é um micronutriente essencial para humanos e animais, o que significa que não é produzido pelo nosso organismo e deve ser obtido através de fontes externas (alimentos, suplementos). O iodo tem papel importante na produção dos hormônios da glândula tiróide, responsáveis pelo crescimento físico e neurológico e pela manutenção do balanço energético.
A deficiência de iodo ocorre naturalmente pela baixa ingestão de alimentos fonte, normalmente em regiões onde o solo é deficiente deste micronutriente, e também está relacionado ao uso de sal não iodado porém pode ter como consequências distúrbios com impactos relevantes no desenvolvimento humano, econômico e social.

## Distúrbios da Deficiência de Iodo
Alguns distúrbios relacionados a pobre ingestão de iodo serão citados nesta seção:
- 'Cretinismo endêmico [2]: Síndrome caracterizada por retardo mental grave e irreversível e alterações auditivas. Pode ser dividido em dois tipos:

- Neurológico: com deficiência mental, espasticidade, surdez neurossensorial. O bócio é relativamente pequeno e o hipotiroidismo surge tardiamente na vida adulta.

- Mixedematoso: marcante hipotireodismo desde a primeira infância, atrofia da tiróide, e deficiência mental severa.

- Bócio endêmico: este distúrbio é caracterizado pelo aumento da glândula tiróide devido a proliferação excessiva das células foliculares, conhecidas por tireócitos. A deficiência crônica de iodo leva ao aumento da secreção endógena do hormônio TSH (hormônio estimulador da tiróide), permitindo que as células foliculares da tiróide recebam uma super estimulação. As respostas a este estímulo excessivo são normalmente caracterizadas pela formação de nódulos com grande potêncial para o crescimento.[3]

Com relação aos dados de pevalência de bócio endêmico no Brasil, os dados mais recentes estão disponíveis no estudo Thyromobil, realizado com escolares de 6 a 14 anos em 8 estados. No qual foi encontrada uma prevalência de bócio de apenas 1,8%, considerada baixa, uma vez que para caracterizar uma região endêmica é necessário prevalência de mais de 5%.
- Outros distúrbios:

A malnutrição de iodo na gestação pode ainda levar a surdez congênita do recém-nascido, abortos, prematuridade e morte perinatal.

## Alimentos Fonte de Iodo
Os principais alimentos fonte deste micronutriente são os de origem marinha, como as ostras, os moluscos, mariscos e os peixes de água salgada. Alguns alimentos dependem do solo onde foram cultivados ou, no caso de alimentos oriundos de fontes animais, do solo onde os animais pastaram ou das rações com que foram alimentados, neste caso podemos citar o leite e os ovos. Desde 1953 foi adotada a lei número 1944 de 14 de agosto que fala da obrigatoriedade em adicionar iodo ao sal de consumo humano nas áreas endêmicas e em 1956, com o decreto número 39814 de 17 de agosto a iodação do sal foi expandida para todo o território nacional e atribuiu ao Ministério da Saúde a responsabilidade pela importação dos suplementos iodados.Iniciando uma campanha para a erradicação da deficiência deste micronutriente.

## Epidemiologia

O número de pessoas que morre por causa da doença a cada 100.000 habitantes, em 2002.
sem informações
menos de 50
50-100
100-150
150-200
200-250
250-300
300-350
350-400
400-450
450-500
500-800
mais de 800

Algumas áreas do mundo estão gravemente afetadas pela deficiência de iodo, que afeta aproximadamente dois bilhões de pessoas em todo o mundo. É particularmente comum na região da antiga União Soviética, no Pacífico Ocidental, no Sudoeste da Ásia e na África.
Só na Índia, cerca de 100 milhões de pessoas sofrem com a deficiência.
Entre outras nações afetadas pela deficiência de iodo, a China e o Cazaquistão começaram a tomar medidas. Campanhas de sucesso nesses países, tentam educar as pessoas a usar o sal iodado. O custo da adição de iodo ao sal é insignificante "apenas alguns centavos por tonelada".